# Кроки по землі
«Кроки по землі» — радянський телефільм-драма 1968 року режисера Ігоря Добролюбова, знятий на кіностудії «Білорусьфільм».

## Сюжет
1960-ті роки, група археологів під керівництвом професора Журавльова веде розкопки в південних степах. Студентка Аня, познайомившись з місцевим табунником Санькою, дізнається від нього, що за розповідями старожилів напередодні війни в цих же місцях вже були археологи на чолі зі старим ученим. Журавльов здогадується, що це була зникла безвісти в червні 1941 року група його вчителя професора Нечаєва, в складі якої була і кохана ним дівчина, і починає пошуки вже не стародавніх артефактів, а слідів тієї археологічної експедиції. Через два десятка років старий табунник Никифор, який тоді дивом вижив, згадує: німці взяли в полон археологів — вченого, хлопця і дівчину, і хотіли дізнатися де знаходяться старовинні цінності, катували їх, залишивши під палючим сонцем, а професора Нечаєва допитував фашистський офіцер — йому був потрібен рукопис відомого вченого з доказами, що спростовують фальсифікацію історії, яку робить нацистська наука і теорію про перевагу німецької нації.

## У ролях
- Валентин Зубков —  Матвій Петрович Журавльов, професор, керівник археологічної експедиції
- Володимир Особик —  Андрій, учасник археологічної експедиції професора Журавльова
- Раїса Недашківська —  Аня, студентка, учасниця археологічної експедиції професора Журавльова
- Ігор Пушкарьов —  Саня, табунник степової станиці
- Лариса Зайцева —  Настя, кохана Сані, дівчина зі степової станиці
- Валентина Владимирова —  мати Саньки
- Аркадій Трусов —  дід Никифор, табунник степової станиці
- Рудольф Панков —  Валентин Коржов, вчитель музики в станичній школі
- Федір Нікітін —  Нечаєв, професор, керівник археологічної експедиції 1941 року
- Валерій Баринов —  Олексій, учасник археологічної експедиції професора Нечаєва
- Костянтин Григор'єв —  німецький офіцер
- Зана Заноні —  бабуся
- В'ячеслав Жариков —  Жариков, старший лейтенант, сапер

## Знімальна група
- Режисер — Ігор Добролюбов
- Сценарист — Анатолій Проценко
- Оператор — Дмитро Зайцев
- Композитор — Рафаїл Хозак
- Художник — В'ячеслав Кубарєв